# دييغو سوتو
دييغو سوتو (بالإسبانية: Diego Soto)‏ (22 أكتوبر 1998 بكونثبثيون في تشيلي - ) هو مدرب كرة قدم ولاعب كرة قدم تشيلي في مركز الدفاع. شارك مع منتخب تشيلي تحت 17 سنة لكرة القدم. أما مع النوادي، فقد لعب مع أونيفرسيداد دي كونسيبسيون ‏.

## وصلات خارجية
- دييغو سوتو على موقع قاعدة بيانات كرة القدم.إي يو (الإنجليزية)
- دييغو سوتو على موقع Soccerway.com (الإنجليزية)
- دييغو سوتو على موقع AS.com (الإسبانية)